# Silnice II/123
Silnice II/123 je silnice II. třídy v trase: Nosetín (odpojení od silnice II/121) – Květuš – Nadějkov – Petříkovice – Slabov – Zvěstonín – Jistebnice (krátké napojení na silnici II/122) – Pazderna – Udiny – Vlásenice – Černý Les – Balkova Lhota – napojení na silnici I/19 – Všechov – podjezd pod silnicí II/603 – Čekanice (odpojení ze silnice I/19) – Tábor – napojení na silnici II/603.
Do Tábora přichází Stránského ulicí a na křižovatce s ulicemi Vožická a Zavadilská se napojuje na silnici II/137. Na kruhovém objezdu na křižovatce s Chýnovskou ulicí se odděluje a pokračuje Chýnovskou ulicí směrem doprava. Tuto ulici sleduje až k mimoúrovňové křižovatce, kde se napojuje na silnici II/603.

## Vodstvo na trase
U Balkovy Lhoty vede přes Raštský potok.